# Jonathan Mance, Baron Mance

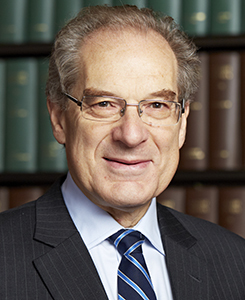
Jonathan Mance, Baron Mance, 2014

Jonathan Hugh Mance, Baron Mance, PC (* 6. Juni 1943 in Godalming, Surrey) ist ein britischer Jurist und ehemaliger Richter des Supreme Court of the United Kingdom.

## Leben und Karriere
Mance wurde am 6. Juni 1943 als eines von vier Kindern von Sir Henry Mance geboren, einer bedeutenden Figur im Lloyd’s Register. Wie sein Vater besuchte er die Charterhouse School, eine Boarding School in Godalming, Surrey. Anschließend studierte er am University College, Oxford und wurde 1965 von der Anwaltskammer Middle Temple zugelassen.
Von 1988 bis 1994 war er Direktor der Bar Mutual Indemnity Fund Ltd. Von 2000 bis 2002 war Mance Präsident der British Insurance Law Association, zuvor von 1998 bis 2000 Vizepräsident (Deputy President).
Von 1992 bis 1993 war er Vorsitzender (Chairman) von verschiedenen Banking Appeal Tribunals. Von 2000 bis 2003 war er Vorsitzender des Consultative Council of European Judges. Seit 2000 ist er Vorsitzender (Chairman) der Bar der Lawn Tennis Society. Seit 2009 ist er Vorsitzender (Chair) der International Law Association beim Lord Chancellor’s Advisory Committee in Private International law.
Er gehörte dem Council of Europe’s Consultative Council of Judges als UK Representative Judge an. Seit 2009 ist er Vorsitzender der British-German Jurists Association.

## Justizkarriere
1982 wurde er Kronanwalt, 1989 Bencher und 1990 Recorder. 1993 wurde er zum Richter der Queen’s Bench Division des High Court of Justice ernannt und erhielt den Titel eines Knight Bachelor. 1999 wurde er Mitglied des Privy Council und zum Mitglied des Court of Appeal ernannt, zunächst als Lord Justice of Appeal und von 2005 bis 2009 als Lord of Appeal in Ordinary. Von 2009 bis 2018 war er Richter des Obersten Gerichtshof des Vereinigten Königreichs.

## Mitgliedschaft im House of Lords
Am 3. Oktober 2005 wurde er Lord of Appeal in Ordinary und zum Life Peer als Baron Mance, of Frognal in the London Borough of Camden, ernannt. Er wurde mit Unterstützung von Leonard Hoffmann, Baron Hoffmann und Simon Brown, Baron Brown of Eaton-under-Heywood, beide ebenfalls Lords of Appeal, am 12. Oktober 2005 eingeführt, am selben Tag wie Adair Turner, Baron Turner of Ecchinswell, Vorsitzender (Chairman) der Financial Services Authority. Damit konnte er – solange das House of Lords zugleich als zweite Kammer des Parlaments und als oberstes Gericht diente – auch an der Parlamentsarbeit im House of Lords teilnehmen.
Von 2007 bis 2009 gehörte er dem House of Lords EU Select Committee an und war Vorsitzender des Sub-Committee E. Mance war Mitglied der Judicial Integrity Group.
Er war bis 2009 jedoch nur vereinzelt bei parlamentarischen Sitzungstagen anwesend.
- Sitzungsperiode 1. April 2005 bis 31. März 2006: 4 Tage
- Sitzungsperiode 1. April 2006 bis 31. März 2007: 21 Tage
- Sitzungsperiode 1. April 2007 bis 31. März 2008: 32 Tage
- Sitzungsperiode 1. April 2008 bis 31. März 2009: 41 Tage
- Sitzungsperiode 1. April 2009 bis 31. März 2010: 21+5 Tage

Am 1. Oktober 2009 wurden er und neun andere Lords of Appeal zu Richtern des neuen Supreme Court. Damit wurde er automatisch vom Stimm- und Teilnahmerecht beim House of Lords ausgeschlossen.
Nach Eintritt in den Ruhestand als Richter des Supreme Court darf Mance sich wieder an der parlamentarischen Arbeit des House of Lords beteiligen. Seit 2019 ist er Mitglied des Conduct Comittee.

## Ehrungen
Von 2003 bis 2011 war Mance Repräsentant des Vereinigten Königreichs im Treuhandrat (Board of Trustees) der Europäischen Rechtsakademie in Trier. 2006 wurde er Honorary Fellow des University College der University of Oxford.

## Familiäres
Er ist mit Dame Mary Arden, zuvor Lord Justice of Appeal, jetzt seine eigene Nachfolgerin am Obersten Gerichtshof des Vereinigten Königreichs, verheiratet; sie sind das erste Ehepaar, das jemals Mitglied des Court of Appeal war. Sie haben zwei Töchter und einen Sohn.
Zu seinen Hobbys gehören Tennis, Sprachen und Musik.